# Royaume du Sanwi
 (avril 2019).
Si vous disposez d'ouvrages ou d'articles de référence ou si vous connaissez des sites web de qualité traitant du thème abordé ici, merci de compléter l'article en donnant les références utiles à sa vérifiabilité et en les liant à la section « Notes et références ».
Le royaume du Sanwi est une organisation sociale traditionnelle installée sur l'actuel territoire ivoirien vers la fin du XVIIe et au début du XVIIIe siècle.

## Description

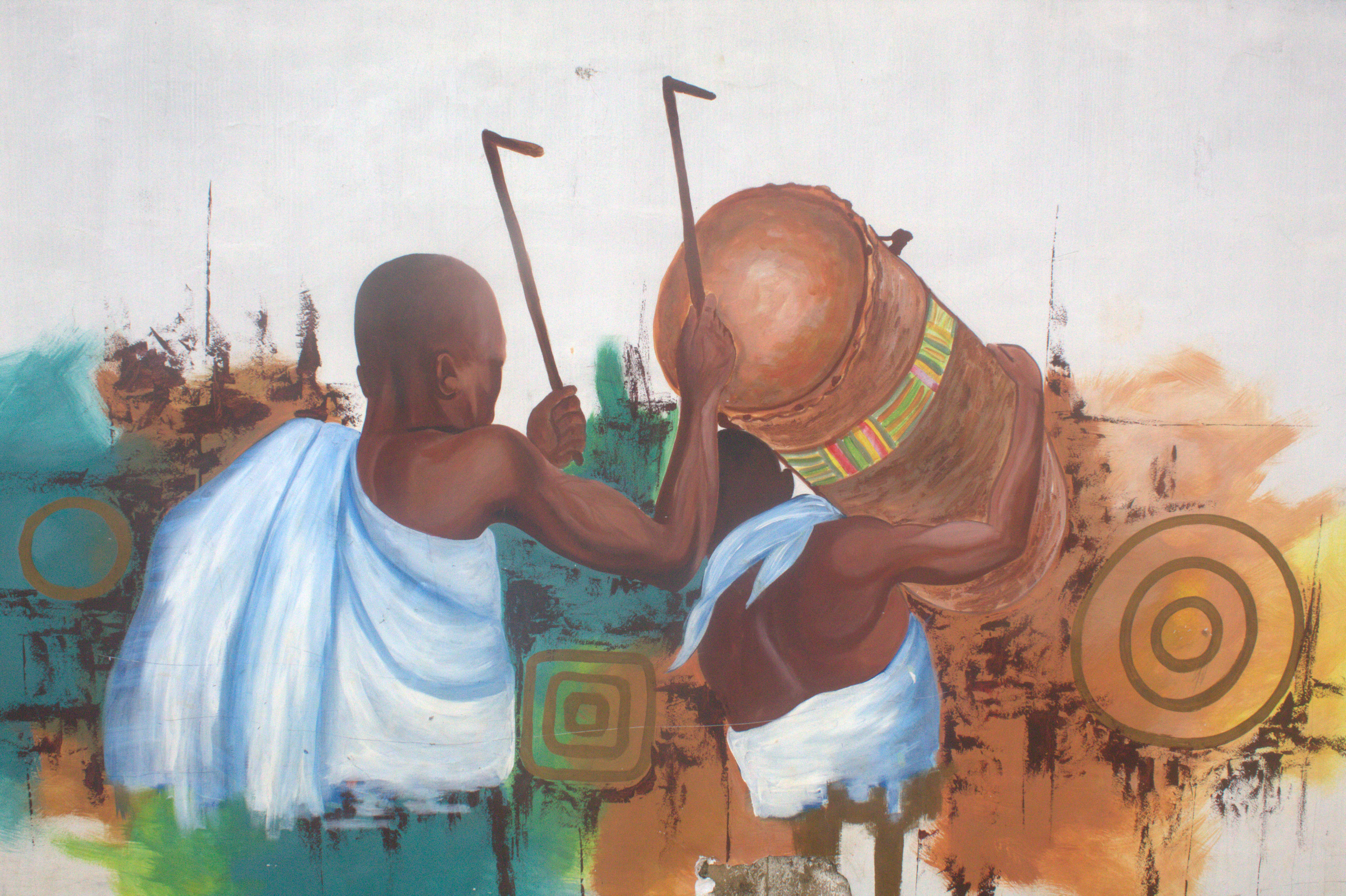
Le royaume Sanwi en Côte d'Ivoire

Le royaume du Sanwi est un royaume Agni situé au sud-est de la Côte d'Ivoire, à la frontière avec le Ghana. Ce royaume a été créé au XVIIIe siècle par les Agnis brafés, populations akan venues de l’Est de leur site actuel et issues de migrations successives aux XVIIe et XVIIIe siècles.
Le Sanwi couvre une superficie de 6 500 km² dont 500 km² sont occupés par des lagunes. Sans compter le lac artificiel de 17 000 ha créé par les deux barrages hydroélectriques de la ville d’Ayamé. Il regroupe aujourd’hui les circonscriptions administratives d’Aboisso, d’Ayamé, d’Assinie-Mafia, de Maféré, de Tiapoum, d’Adiaké.
Le royaume du Sanwi se présente comme un ensemble de collines et de vallées qui se subdivise en trois zones spécifiques :
- une zone côtière, sablonneuse et faite de mangroves : elle couvre les cantons d’Adjouan, le sud du canton d'Affema ;
- une zone forestière s’étendant d’est en ouest et au nord[2].

Le royaume du Sanwi enregistre une des pluviométries les plus fortes de la Côte d’Ivoire avec des précipitations annuelles supérieures à 1 600 mm. Cette donnée géographique a grandement favorisé le développement exceptionnel des cultures industrielles (hévéa, café, cacao, banane plantain, palmier à l’huile, ananas, etc.) et vivrières (riz, taro, banane, plantain, manioc, etc.)
Du point de vue économique, ce sont les activités agro-industrielles qui l’emportent de loin. Elle est, en effet, connue pour sa production d’huile de palme (environ 20 % de la production nationale).
Enfin, sur le plan alimentaire, la région se présente comme un des plus importants centres d’approvisionnement des différents marchés d’Abidjan.

## Origine
Les populations constitutives de ce royaume sont venues vers la fin du XVIIe siècle, de l’Aowin, dans l’actuel Ghana où elles étaient sous l'autorité du roi Amalanman Anoh. Elles ont dû fuir à la suite d'une défaite consécutive à une guerre les opposant à la famille du roi Kadjo Etibou. Le roi Amalanman Anoh et ses troupes étant vaincus, dix-sept familles représentant les 17 régiments militaires de sa branche armée fuyant l’adversaire, ont quitté le Ghana pour chercher refuge vers la Côte d’Ivoire voisine.

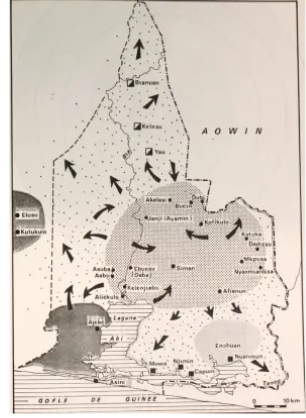
La carte du royaume Sanwi à la fin du règne de Amon N'douffou (1884)

Seules quatre familles ont pu arriver sur le sol ivoirien ; les autres ayant péri sur le chemin de l’exode, décimées soit par les maladies, soit par la famine soit encore par diverses intempéries (sécheresse, tempêtes). Elles se sont donc installées avec leurs sept chaises qui symbolisent les sept grandes familles royales dans le Sud-Est du territoire d’accueil, la Côte d’Ivoire, alors sous domination coloniale.

## Histoire
Le noyau originel de ce peuple se tendait d’aboisso  jusqu’au Ghana mais certains historiens auraient dis qu’une partie de  ce peuple était  originaire du Ghana ou les conflits  entre Opokou Warreh (Ashantis) et eux (les Agnis) ont créé le motif d’un départ vers la Côte d’Ivoire.
Avec à leur tête Amalaman Anoh, premier roi du royaume du Sanwi, les Agnis rejoint les frères à Diby dans la région d’Aboisso. Une guerre de leadership éclate sur la nouvelle terre entre les Agnis et les Agouas, leurs  cohabitants(les voisins ) du site. Les Agnis gagnent et soumettent les Agouas peu nombreux. Après leur victoire, les Agnis s’installent dans la région de ‘’Ciman’’ une vallée surmontée par des collines. De sorte qu’en temps de guerre, l’ennemi ne puisse pas accéder au nouveau site. Mais, toujours à la recherche de nouvelles terres, Aka Essoin, l’homme de main du roi Amalaman Anoh et puissant notable, chargé de l’expansion du royaume, part en conquête de nouvelles terres plus propices. C’est dans cette quête qu'Aka Essoin découvre un gros arbre, un cerisier : le Krindjabo situé derrière la rivière Bia. De telle sorte que pour atteindre le site, il fasse d’abord traverser la Bia, à la nage. Se sachant à l’abri des éventuelles attaques de l’ennemi, le peuple Agni quitte la région de Ciman pour s’installer sous l’arbre Krindja ou Krindjabo en langue Agni. Et ce, grâce à Aka Essoin qui possède des pouvoirs mystiques lui permettant de se transformer en animal féroce, notamment l’éléphant. Krindjabo, la capitale du royaume Sanwi est ainsi fondée, avant l’arrivée de l’homme blanc. Seulement, il est bon de savoir que la grande ville d’Aboisso est le berceau du royaume le plus vieux et le plus puissant de l’histoire de la Côte d’Ivoire : le Sanwi.
La première mission à travers le pays Agni s'effectue en deux voyages (la mission Treich-Laplène (1887-1889)) qui se sont traduits par des traités avec le Sanwi à Krindjabo (Aboisso) et avec le Bettié et l'Indénié (Abengourou). Dans le nord, les traités ont également été signés avec le royaumes de Bondoukou et de Kong en 1888 et de Dabakala avec Binger en 1889. Tous ces traités sont recents en comparaison aux traités du 19 février 1842 avec le roi nzima  de Grand Bassam, le roi Bley Peter dit roi Peter que ses vassaux appellent Attekebley, le traité du 23 septembre 1843 et du 7 mars 1844, tous signés au fort Nemours à Grand Bassam, qui consacrent la fondation de la Côte d'Ivoire. Grand Bassam demeure le berceau de la Côte d'Ivoire. Les royaumes les plus vieux de Côte d'Ivoire  sont à  voir du  côté d'Assinie et de Grand Bassam. Les peuples du littoral sont connus depuis 1469 et 1509 par les Portugais Soeiro da Costa et Duarte Pacheco Pereira. Le commerce prosperait déjà et les N'zima étaient passés maitre en la matière. À cette date, une partie des Blafé Sanwi étaient déjà installés et l’autre parties était sous la domination du Denkyra, avant leur fuite à la suite de la victoire de l'Ashanti sur le Denkyra en 1700. Armée la plus puissante, il faut relativiser. Les Agni sanwi ayant été vaincus par les M'gbatto et les hommes de l'Akapless ( Bonoua), sous la direction de Kadjo Amangoua capturé plus tard par la colonne Monteil.

## Cantons du Sanwi et rôles
Originellement, le royaume du Sanwi s’étendait sur sept cantons. Mais aujourd’hui, avec le départ du canton de Tiapoum avec les Ehotilé, le Sanwi reste constitué de six cantons regroupant les Blafê ou Agni-Sanwi, les Essouma et Appolonien.
Le royaume Sanwi comprend donc les cantons de Krindjabo,  d'Assouba, d'Ayamé, d'Adjouan, de KouaouKro et d'Assinie.[réf. nécessaire]

### Adjouan
Il a le rôle d’éducateur et formateur des candidats au trône du Sanwi. En effet, Adjouan enseigne au futur roi d’abord son rôle au trône, ses relations avec son peuple, les principales familles composant son peuple, les villages et les limites territoriales de son royaume. Il l’instruit aussi sur les alliances avec les autres peuples. De par sa situation géographique (sur une colline qui domine la lagune d'Aby, donnant une large vue sur tout le royaume), ce canton constitue un refuge privilégié pour les princes héritiers en cas d’attaque ou d’invasion du royaume par un ennemi. C’est de là que partaient les princes héritiers pour le trône à Krindjabo. Adjouan était également un haut lieu de culture où on célébrait les mariages des membres de la famille royale.[réf. nécessaire]

### Assouba
Traditionnellement, il est appelé le Front. C’est ce canton qui valide et entérine le choix du roi fait de manière collégiale par l’ensemble des chefs de canton. Il légifère et conduit la cérémonie d’intronisation du nouveau roi. Assouba a donc les attributions de haute juridiction et joue à la fois les rôles de Cour Suprême et de Conseil Constitutionnel.[réf. nécessaire]

### Krindjabo
C’est là où se trouve le domicile officiel du roi, il est la capitale du royaume. Selon des critiques, sa fonction de «simple» résidence du roi semble reléguer son titre de canton ‘‘souverain’’.[réf. nécessaire]

### Assinie
Lorsque le roi a envie de se reposer, Assinie a pour tâche de le recevoir. Ce canton sert de lieu d’accueil au roi pour ses virées discrètes, avec ses maîtresses par exemple. Cette vision est très réductrice. Assinie et son royaume demeurent les premiers centres d'échanges avec les Portugais, Anglais et Français avant l'arrivée des Agni. Ce royaume est plus ancien que celui du Sanwi et ne peut dépendre de lui. En 1469 Soeiro da Costa baptisait la rivière d'Assinie qu'il venait d'explorer du nom de rio Soeiro da Costa. En 1687 JB Ducasse et en 1698 Damon parlent invariablement des royaumes de Bassam et d'Assinie. En 1700 le RP Loyer confirme. Le royaume d'Assinie est donc souverain.[réf. nécessaire]

### KouakroetAyamé
Les sept familles royales sont représentées dans chacun des cantons. Les notables dans le royaume sont les conseillers du roi. Ils font partie de la Cour du roi. Après eux, viennent les chefs de canton, les chefs de village, les chefs de quartier qui sont aussi appelés chefs de chaise.
A Krindjabo, il y a sept quartiers et chaque quartier possède une Chaise ou un tam-tam.

## Rois

### Zéna
Il règne autour de 1687, et établit un contact avec la Compagnie de Guinée.Nous rectifions et insistons pour dire que les rois Zena ou Kyeana et Akassini ou Aka Ezani ne sont pas des Agni mais des N'zima du royaume d'Assinie. Au temps de leur règne les Blafé Agni n'étaient pas installés en Côte d'Ivoire. En suivant Loyer qui mena son enquête en 1687, c'est en 1670 que le roi Zena ou Kyeana pour les N'zima conduit son peuple les N'zima Atwe  sur les terres d'Assinie après sa brouille et sa défaite contre les N'zima Jomoro de Issiny devenue Half Assinie. Apres 30 ans de règne, le roi Kyeana meurt en 1700. La capitale du royaume d'Assinie était Assôkô et non Krindjabo qui ne fut bâti qu'en 1750. Les principales cités étaient Etakuehué et Bengazo situées sur le littoral aujourd'hui disparues.

### Manlan narcisse 1942-1979
Le roi Manlan Narcisse (et non Malan Narcisse) était un transporteur bien avant d'être intronisé roi du Sanwi, il a permis la construction du barrage Ayamé 1: construit en 1959 ,et Ayamé 2: construit en 1965, il était roi prospère possédant d'énormes parcelles de terres et un millier de troupeaux (vaches, bœufs, et bien d'autres)
À sa mort, l'héritier du trône était son neveu, le premier fils de sœur.[réf. nécessaire]

### Akasini
Successeur de Zéna, règne vers 1700, lors du retour d'Aniaba à Assinie.
Akassini est une déformation de Aka Ezani. Successeur de Kyeana ou Tchina. Son frère Niamkey fut le père adoptif d'Aniaba ou Adiamba. Il monta sur le trône du royaume d'Assinie et régna de 1700 à 1712.Aka Ezani n'était pas Agni. C'est le roi Aka Ezani qui autorisa la construction du 1er fort français à Assinie en 1701. Ce fort prit le nom de fort Saint Louis. Son frère Niamkey et son neveu Amon étaient les principaux personnages du royaume. Aka Ezani avait quatre épouses: Macou, Dalê,Amoua et Avoulatchi.
Reconnaissons Amalanman Anoh comme 1er roi du Sanwi, suit Attokpara oncle de Amon Ndouffou. Aka Essoin n'est pas à écarter non plus.

### Amalaman Anoh
Après la fondation de Krindjabo, Amalaman Anoh a régné sur le trône pendant longtemps. Il est mort sur le trône. Après lui, Amondouffou Kpangni (le grand) l’a remplacé. Puis lui aussi est décédé, laissant la place à Amondouffou Koutoua (le petit) ou Amondouffou II. Dans la constitution du royaume du Sanwi, le roi règne à vie. Mais en cas de mauvaise gestion, il peut être destitué.

### Amon N'douffou II
C’est sous le règne d’Amondouffou que les premiers Européens sont arrivés en Côte d’Ivoire. C’est le premier roi qui a signé un traité avec eux, et a mis en place l’organisation actuelle du royaume du Sanwi. Sous son règne, la reine mère Malan Alloua a refusé que les blancs s’installent à Krindjabo, parce qu’elle les trouvait pâles et ne pouvait accepter de vivre avec eux. Elle va donc leur indiquer un endroit plein de pierres, Ebouesso (sur la pierre). C’est ce qui va donner par déformation Aboisso.

### Les rois Kodja Assi, Kodjo Adou, Amon Koutoua et Koua Malan
Kodja Assi fut le premier des rois destitués du royaume du Sanwi. Il a été destitué pour mauvaise gestion. Son successeur, Kodjo Adou, a régné pendant six ans, avant de connaître le même sort que son prédécesseur. Sous le règne du roi Amon Koutoua, il y a eu également un problème de mauvaise gestion obligeant le roi à abdiquer. Après quoi, le poste est resté vacant dix ans durant. En fait, celui qui avait été choisi n’avait pas été accepté par le peuple. Il était le fils du précédent et comme il était lettré, il se chargeait avant la destitution de son père d’interpréter les messages des blancs en direction des rois et vice versa. Mais, n’ayant pas la maîtrise de la langue française, il ne traduisait pas fidèlement les messages. Ce qui lui valut un refus catégorique au trône, qui lui était pourtant promis. Après ces 10 ans de vide, Koua Malan monta au trône. Il régna pendant sept ans, avant d’être destitué pour mauvaise gestion.

### Amon N'douffou III
Après la série des rois destitués, vint au trône Kakou Andoh. Il prit le nom de règne de Amondouffou III. Très bon roi, il régna pendant longtemps. Selon plusieurs témoignages, il eut le plus long règne dans l’histoire du royaume du Sanwi, avec plus de deux décennies au trône.

### Amon N'douffou IV
À la mort de Amondouffou III kassi N'zian Paul eut droit au trône sacré. Il régna de 1985 à 2002. Roi longtemps contesté, il avait été rejeté par feu le président Félix Houphouët-Boigny qui doutait de sa moralité et de ses origines. C’est plus tard que cet ancien capitaine de l’aviation civile se dévoilera au grand public. On disait de lui qu’il était un mauvais roi, puisqu’il acheminait toutes ses richesses au Ghana, d’où il serait originaire. Ajouté à cela, le non-respect des lois qu’il s’était cousu à juste mesure. Après 17 ans de règne passés à se rire du peuple Sanwi, la destitution de Amondouffou IV fut imminente et sans appel. La destitution qui avait été préméditée par deux fois, sans succès, a fini par devenir réalité, un soir du mois d’août 2002, le roi ayant abdiqué.

### Amon N'douffou V, actuel roi du Sanwi
Homme d’affaires résident à Bouaké, Enan Eboua Koutoua Francis, celui qui est devenu Amondouffou V, est rentré au village après les évènements de septembre 2002. Dans le royaume du Sanwi, les ayants droit au trône ne doivent pas être proches du royaume. Alors, sa position ‘’d’enfant prodigue’’ et qui plus est de la lignée des rois, ont convaincu les gardiens de la tradition sur son choix au trône sacré. Ainsi, il a été fait roi du Sanwi par une intronisation qui a duré trois jours (les 5, 6 et 7 août 2005) comme l’exige la tradition.

## Institutions

### Organisation du pouvoir traditionnel dans le Sanwi
Les liens hiérarchiques formels ne sont ni définis ni explicités de manière concrète. Les chefs de canton et les chefs de village jouissent sur le terrain d’une très large autonomie et font ce qu'ils veulent sans obligation d'en rendre compte à qui que ce soit. Le seul domaine dans lequel ces liens s’expriment est celui du judiciaire, à cause de l’indépendance dont jouit la justice dans le Sanwi. Et là encore, seuls les cas de litige ou de contentieux qui sont portés en appel arrivent à connaissance de l’échelon hiérarchique supérieur.

#### Justice
La justice est gratuite, mais on dépose obligatoirement une caution, aux nzamandwé. La composition des palabres est en somme une sorte de jury, puisque ce sont les gens du village qui jugent leurs pairs.

#### Système monétaire
Le système monétaire dont nous parlons est celui du XIXe et du début du xxe siècle. Pour les petites sommes, il y avait la manille, ka, monnaie en forme de fer à cheval ou anneau de bronze assez fortement ouvert, alliage de cuivre et d’étain, qui pesait 145 grammes et valait de 22 à 23 centimes. La manille serait d’importation anglaise.[réf. nécessaire]

### Organisation politique
Le roi choisi et élu est le souverain de tout le pays. Il a sous ses ordres des lieutenants qui descendent, eux aussi, des chefs qui ont accompagné le premier roi et qui étaient ses capitaines de guerre. Les villages sont groupés sous l’autorité d’un chef et demeurent attachés au lieutenant dont leur fondateur dépendait au moment de l’exode.[réf. nécessaire]

## La fête des ignames
La célébration a lieu après une semaine sainte dite Bê goua monson sô (invoquons les esprits en langue locale) au cours de laquelle tous les travaux champêtres sont interdits. La nuit qui ouvre cette fête, aucun bruit ne doit être entendu dans le village, aucune âme vive ne doit se retrouver dehors. Seuls les initiés, les chefs de famille, les porte-canne, les notables et le Tounfo hinnin (premier ministre qui fait office de vice-roi) parcourent le village pour accomplir un rite sacré.
Moment d'intense communion avec les esprits des ancêtres qui veillent sur le canton et le royaume, la fête des ignames commence par l'adoration de la Chaise Royale, symbole de la souveraineté du peuple Sanwi. Cette adoration se fait tôt le matin suivie de celle des sept Chaises appartenant aux sept grandes familles qui composent chaque village Agni Sanwi.
Après les libations dans la cour royale, les Agni-Sanwi vêtus de leurs plus beaux habits, de bazin ou de percal blanc, accompagnent leur roi au marigot pour un bain rituel de purification. Les Komian (prêtresses, exorciseuses du mal), toutes de blanc vêtues et badigeonnées de kaolin, font des libations et purifient le village.
Dans ses habits d’apparat, le roi est porté en triomphe et ramené au village. Alors, chacun, à son niveau, peut faire des offrandes (moutons, bœuf, poulet...) à ses fétiches et consommer l'igname. Les femmes préparent le Nvoufou (foutou de banane plantain ou d'igname avec de l'huile de palme) qui est d'abord servi aux esprits et aux fétiches avant les humains.
Les ripailles rivalisent avec les nombreuses danses de réjouissance auxquelles se livre la population à l'occasion de la nouvelle année dans la tradition Agni Sanwi.

## Personnalités liées à la région
- Amon N'Douffou II, roi du Sanwi
- François-Joseph Amon d'Aby, écrivain
- Bernard Dadié, écrivain
- Michael Jackson fut titré prince de Sanwi lors de son voyage dans la région le 14 février 1992[7]
- Aka Aouélé, actuel[évasif] Président du Conseil Économique, Social, Environnemental et Culturel de la république de Côte d'Ivoire